# Осіка-де-Сус
Осіка-де-Сус (рум. Osica de Sus) — село у повіті Олт в Румунії. Входить до складу комуни Осіка-де-Сус.
Село розташоване на відстані 142 км на захід від Бухареста, 19 км на південь від Слатіни, 41 км на схід від Крайови.

## Населення
За даними перепису населення 2002 року у селі проживала 3131 особа. Усі жителі села рідною мовою назвали румунську.
Національний склад населення села:
| Національність | Кількість осіб | Відсоток |
| -------------- | -------------- | -------- |
| румуни         | 3052           | 97,5%    |
| цигани         | 79             | 2,5%     |